# Lac Françoise (rivière Opawica)
Pour les articles homonymes, voir Françoise.
Le lac Françoise est un plan d'eau douce de la partie sud du territoire de Eeyou Istchee Baie-James (municipalité), dans la région administrative du Nord-du-Québec, dans la province de Québec, au Canada. La superficie du lac Françoise s'étend dans les cantons de Grandis et de du Guesclin, sur le territoire du gouvernement régional d'Eeyou Istchee Baie-James (municipalité), au sud-ouest de Chapais (Québec).
La foresterie constitue la principale activité économique du secteur. Les activités récréotouristiques arrivent en second, grâce à un plan d’eau navigable d’une longueur de 64,8 km, incluant le lac Father (au Sud) et le lac Doda (au Sud-Est). Ce dernier lac est formé par un élargissement de la rivière Opawica.
Le bassin versant du lac Françoise est accessible grâce à la route forestière R1051 venant du Nord et desservant la grande presqu’île qui s’étire sur 15,0 km vers l’Est. Cette presqu’île est entourée au Nord par le Lac Du Guesclin et le lac Françoise ; à l’Est et au Sud par le Lac Doda ; au Sud-Ouest, par le Lac Father.
La surface du lac Françoise est généralement gelée du début de novembre à la mi-mai, toutefois la circulation sécuritaire sur la glace se fait généralement de la mi-novembre à la mi-avril.

## Géographie
Ce lac comporte une longueur de 5,3 km sous forme de crochet inversé, une largeur maximale de 2,0 km et une altitude de 338 m. Le lac Françoise comporte de plusieurs baies, presqu’îles et deux îles. Le lac Françoise fait partie d’un ensemble de lacs formés par le lac Doda, le lac Father, le lac Stina et le lac Du Guesclin.
Le lac Françoise s’approvisionne du côté nord par la décharge du lac Stina et à l’est par la rivière Opawica.
L’embouchure de ce lac Françoise est directement connectée à l’Ouest par un court détroit au lac Du Guesclin. Cette embouchure est localisée à :
- 54,2 km au sud-est de l’embouchure de la rivière Opawica (confluence avec la rivière Chibougamau) ;
- 325 km au sud-est de l’embouchure de la rivière Nottaway ;
- 80,3 km au nord-ouest d’une baie du réservoir Gouin ;
- 80,2 km au sud-ouest du centre-ville de Chibougamau ;
- 59,4 km au sud-est du centre du village de Waswanipi[1].

Les principaux bassins versants voisins du lac Françoise sont :
- côté nord : lac Stina, rivière Obatogamau ;
- côté est : lac Doda, rivière Opawica, rivière de l'Aigle (lac Doda), lac Hébert (rivière Hébert), rivière Hébert ;
- côté sud : lac Doda, lac Father, lac Hébert (rivière Hébert), rivière de l'Aigle (lac Doda), rivière Saint-Cyr, rivière Hébert ;
- côté ouest : lac Du Guesclin, lac Germain, ruisseau Germain, lac Lichen (rivière Opawica), rivière Nicobi, rivière Opawica.

## Toponymie
Le terme « Françoise » constitue un prénom d’origine française.
Le toponyme "lac Françoise" a été officialisé le 15 juillet 1970 par la Commission de toponymie du Québec lors de sa création.